# 224617 Micromégas
224617 Micromégas è un asteroide della fascia principale. Scoperto nel 2005, presenta un'orbita caratterizzata da un semiasse maggiore pari a 2,9995954 UA e da un'eccentricità di 0,0683843, inclinata di 2,19650° rispetto all'eclittica.